# Biivți, Lubnî
Biivți (în ucraineană Біївці) este localitatea de reședință a comunei Biivți din raionul Lubnî, regiunea Poltava, Ucraina.

## Demografie
Componența lingvistică a localității Biivți
     Ucraineană (97,19%)
     Rusă (2,46%)
     Alte limbi (0,35%)
Conform recensământului din 2001, majoritatea populației localității Biivți era vorbitoare de ucraineană (97,19%), existând în minoritate și vorbitori de rusă (2,46%).